# Dizean
Dizean war ein Zählmass in der französischsprachigen Schweiz für Heu. Vom französischen Wort und Mass Dizaine (Dicker, Decher) als Zählmass für 10 Stück abgeleitet waren: 
- 1 Dizean = 10 Bunde Heu